# Manfreda chamelensis
Manfreda chamelensis là một loài thực vật có hoa trong họ Măng tây. Loài này được E.J.Lott & Verh.-Will. mô tả khoa học đầu tiên năm 1991.